# كلاتة قنبر علي
كلاتة قنبر علي (بالفارسية: کلاته قنبرعلی) هي قرية تقع في قسم بيزكي الريفي (مقاطعة تشناران) في إيران. يقدر عدد سكانها بـ 16 نسمة بحسب إحصاء 2016.